# سقوط ایر فورس وان
سقوط ایر فورس وان (انگلیسی: Air Force One Down) یک فیلم اکشن و دلهره‌آور آمریکایی محصول سال ۲۰۲۴ به کارگردانی جیمز بامفورد، نویسندگی و تهیه کنندگی استیون پل، با بازی کاترین مک‌نامارا، ایان بوهن، داشا پولانکو، راده شربجیا و آنتونی مایکل هال است.
این فیلم توسط ریپابلیک پیکچرز در ۹ فوریه ۲۰۲۴ توزیع شد.

## داستان
آلیسون مایلز، یک مأمور سرویس مخفی، پس از تلاش تروریست‌ها برای ربودن ایر فورس وان، مجبور می‌شود ادواردز، رئیس‌جمهور ایالات متحده را نجات دهد.

## ساخت
تصویربرداری اصلی این فیلم در مارس ۲۰۲۳ به پایان رسید.

## بازخوردها
در وب‌سایت جمع‌آوری نقد راتن تومیتوز از برسی ۹ نقد منتقدان دارای میانگین امتیاز ۳٫۸ از ۱۰ می‌باشد.